# 阿巴辛波浪足球俱乐部
阿巴辛波浪（普什圖語：‎）是一支阿富汗的足球队。于2012年开始参加阿富汗超级足球联赛，代表阿富汗的东南地区。

## 队名来源
阿巴辛（普什圖語：‎）意为河流之父，是流经东南亚地区的著名河流印度河的普什图语名称，许多流经阿富汗的小河直通阿巴辛河，其东面的土地有许多普什图族生活在河水的两岸。“Sape”（普什圖語：‎）意为波浪，阿巴辛波浪足球俱乐部代表了加兹尼省、帕克蒂亚省、帕克蒂卡省、霍斯特省、洛加尔省和瓦尔达克省等东部省份。